# Miasto szkła
Miasto szkła (ang. City of Glass) – trzecia część serii Dary anioła autorstwa Cassandry Clare wydana 24 marca 2009.
W Polsce książka ukazała się 24 marca 2010 nakładem wydawnictwa Mag.
Tytuł nawiązuje do podróży bohaterów do stolicy państwa Nocnych Łowców – Alicante.

## Postacie
- Clarissa Fray (Clary) – jest zwykłą nastolatką – aż do dnia, w którym spotyka dziwne postacie, niedostrzegalne dla nikogo prócz niej. Ma 16 lat, jest niska (trochę powyżej 5 stóp, ok. 154 cm wzrostu) i ma płomiennorude, kręcone włosy oraz piegi. Jest artystką, tak jak jej matka. W Mieście Kości szuka zaginionej mamy i powoli przyzwyczaja się do innego życia jako córka byłego Nocnego Łowcy.
- Jonathan Christopher Wayland (Jace) – 17-letni Nocny Łowca, osierocony przez zabójstwo jego ojca, mieszka z rodziną Lightwoodów i Hodge’em Starkweatherem w Instytucie w Nowym Jorku. Jest najlepszym Nocnym Łowcą ze swojego pokolenia, ponieważ został doskonale wyszkolony przez ojca. Ma złote włosy, oczy i skórę, podrywa dziewczyny, ale nigdy nie był w żadnym stałym związku. Jest arogancki, a takie cechy jak uprzejmość i troskliwość próbuje w sobie ukryć. Przedstawia się jako Jace – jest to skrót pochodzących od inicjałów J.C., czyli jego dwóch imion: Jonathan Christopher. Pod koniec pierwszego tomu czytelnik dowiaduje się, że Jace i Clary są rodzeństwem.
- Isabelle Lightwood (Izzy) – przybrana siostra Jace’a, ma starszego brata Aleca, a także młodszego Maxa. Jest w wieku Clary. Piękna i nieznośna dziewczyna, według Jace’a jest najlepszą Nocną Łowczynią, jaką kiedykolwiek znał. Jest wysoka, ma czarne włosy i czarne oczy.
- Alexander Lightwood (Alec) – brat Isabelle, oraz Maxa. Podobnie jak siostra, ma czarne włosy, ale za to intensywnie niebieskie oczy. Jest rok starszy od Jace’a. Jest homoseksualistą, co on i jego siostra starają się ukryć przed konserwatywnymi rodzicami. Jest zakochany w Jace'ie (a w „Mieście Popiołów” również w Magnusie).
- Simon Lewis – od ponad dziesięciu lat najlepszy przyjaciel Clary; jest w niej zakochany, ale niestety ona nie odwzajemnia jego uczucia. Ma ciemne oczy, rozczochrane włosy i nosi okulary. W tomie 2 staje się wampirem.
- Valentine Morgenstern – potężny i zły Nocny Łowca, powraca po wielu latach (wielu uznawało go za martwego) i próbuje odzyskać Kielich Anioła od Jocelyn (matki Clary), swojej byłej żony. Jak się później okazuje, jest ojcem Clary i Jace’a. Założyciel Kręgu. Jego włosy są białe jak sól, a oczy czarne.
- Lucian „Luke” Graymark – najlepszy przyjaciel Jocelyn, Nocny Łowca i współzałożyciel Kręgu, teraz wilkołak.
- Hodge Starkweather – nauczyciel Isabelle, Aleca i Jace’a. Poprzez nałożoną na niego przed laty klątwę nie może do końca życia opuścić murów Instytutu; jest to kara za należenie do Kręgu. Później klątwa zostaje zdjęta przez Valentine'a.
- Jocelyn Fray/Fairchild – matka Clary, ukryła Kielich Anioła, należała do Kręgu, była żoną Valentine'a. Uciekła z Lukiem z Idrisu, po rzekomej śmierci jej pierwszego syna, za którą obwiniała się przez całe życie. Wmawiała Clary, że jej ojciec zmarł.
- Magnus Bane – Wysoki Czarownik Brooklynu, lubi organizować przyjęcia i jest zakochany w Alecu. Ma złoto-brązową skórę i skośne, zielono-złote oczy z pionowymi źrenicami, które odbijają światło jak kocie. Jego włosy są długie i czarne. Urodził się w bardzo religijnym stuleciu, przez co bardzo dobrze zna Biblię. Ma kota o imieniu Prezes Miau.
- Raphael Santiago – lider miejscowego klanu wampirów, mówi z hiszpańskim akcentem. Ma bladą skórę, ciemne włosy i oczy.
- Max – najmłodszy brat Isabelle i Aleca. Ma ciemne włosy, nosi okulary i lubi japońskie komiksy. Zostaje zabity przez Sebastiana.

## Istoty fantastyczne występujące w książce

### Nocni Łowcy (Nefilim)
Ludzie, którzy zostali przemienieni w półanioły poprzez wypicie krwi Razjela z Kielicha Anioła lub odziedziczyli tzw. anielską krew. Ich przeznaczeniem jest zabijanie demonów za pomocą serafickich mieczy (uaktywniają się po wypowiedzeniu przez Nocnego Łowcę imienia któregoś anioła), które przedostają się do świata przyziemnych (zwykłych ludzi). Każdy Nocny Łowca ma swoją stelę, dzięki której może narysować na swojej skórze runy o magicznych właściwościach np. widzenie w ciemności, bezszelestność, lecznicze (iratze). 

### Wampiry (Dzieci Nocy)
Istoty nieśmiertelne, które muszą pić krew, mogą posiadać do tych celów ludzkiego niewolnika, który jest swojemu panu wierny i pozwala, nawet pragnie, aby pił jego krew. Na słońcu spalają się, potrafią też chwilowo przemieniać się w nietoperze, szczury lub kupki kurzu (m.in. Raphael, Simon – jest on jednak wyjątkowym wampirem tzw. „chodzącym za dnia”; stał się nim dzięki wypiciu krwi Jace’a).

### Wilkołaki (Dzieci Księżyca)
Inaczej likantropy. Są to ludzie, którzy potrafią zmieniać się w wilki. Żyją w stadach, a przywódcę wybierają podczas walki na śmierć i życie. Wilkołak rzuca wyzwanie „królowi”, a jeśli z nim wygra, staje się jego następcą (m.in. Luke, Maia).

### Faerie
Faerie według legend są potomkami aniołów i demonów. Po tych pierwszych odziedziczyły urodę, po drugich zaś wrodzoną złośliwość. Istnieją również inne legendy, które mówią, że są one upadłymi aniołami. Nie są nieśmiertelne, lecz żyją o wiele dłużej niż Przyziemni (zwykli ludzie). Faerie nie umieją kłamać, zawsze mówią prawdę (m.in. królowa Jasnego Dworu).

### Czarownicy (Dzieci Lilith)
Są to ludzie, często nieśmiertelni, którzy znają się na magii. Zazwyczaj mają dziwny wygląd, np. niebieski kolor skóry, rogi na głowie lub kocie oczy (min.: Magnus Bane)

## Dary Anioła
- Kielich Anioła
- Miecz Anioła
- Lustro Anioła